# Uroxys micros
Uroxys micros là một loài bọ cánh cứng trong họ Bọ hung (Scarabaeidae).